# Halldórs þáttr Snorrasonar
Halldórs þáttr Snorrasonar (La historia de Halldór Snorrason) en un relato corto (o þáttr) sobre la vida de Halldór Snorrason, sobre su experiencia como confidente y amigo del rey Harald, en sus aventuras en Constantinopla y también tras su regreso a Noruega como rey. 
Hay dos versiones:
- Halldórs þáttur Snorrasonar hinn fyrri, se centra en la figura del rey Olaf Tryggvason y pone de relieve los valores cristianos del perdón y la reconciliación. Se conserva en Flateyjarbók y los manuscritos AM 62 fol. y AM 54 fol.

- Halldórs þáttur Snorrasonar hinn síðari, se centra en la figura del rey Harald III de Noruega. Halldór es uno de los lugartenientes del rey en la guardia varega e hijo de Snorri Goði. El relato se encuentra recogido en los compendios Morkinskinna y Hulda-Hrokkinskinna y fue escrito hacia el siglo XIII.